# Nāḩiyat Sūrdāsh al Qadīmah
Nāḩiyat Sūrdāsh al Qadīmah (arabiska: ناحية سورداش القديمة) är ett underdistrikt i Irak.   Det ligger i provinsen Sulaymaniyya, i den norra delen av landet, 290 km norr om huvudstaden Bagdad.